# 2771 Polzunov
A 2771 Polzunov (ideiglenes jelöléssel 1978 SP7) a Naprendszer kisbolygóövében található aszteroida. Ljudmila Vasziljevna Zsuravljova fedezte fel 1978. szeptember 26-án. Ivan Polzunov orosz feltalálóról nevezték el.